# Hitachi Zōsen
Hitachi Zōsen (japanisch 日立造船株式会社 Hitachi Zōsen kabushiki-gaisha, englisch Hitachi Zosen Corporation) ist ein japanischer Anlagenbaukonzern mit Wurzeln im Schiffbau.
Seit 2004 ist das Unternehmen unabhängig vom Hitachi-Konzern.

## Geschichte
Das Unternehmen Ōsaka Tekkōjo (dt.: Osaka Eisenwerke) wurde 1881 durch den nordirischen Emigranten Edward Hazlett Hunter in Osaka gegründet. Das Unternehmen war zu Beginn ausschließlich im Schiffbau aktiv und stellte mit der Hatsu Maru 1882 das erste Schiff fertig, das damals noch hauptsächlich aus Holz gebaut wurde. Das erste Schiff des Unternehmens mit stählernem Rumpf wurde erst 1890 für Osaka Shosen (heute Mitsui O.S.K. Lines) gebaut. Mit der Tora Maru wurde 1908 der erste Tanker Japans gebaut. Ab 1927 stieg das Unternehmen in den Bau von Brücken und anderen Stahlbauten ein. 1930 wurden die Schiffe Heiyo Maru und Heian Maru fertiggestellt.
Im Jahr 1943 nahm das Unternehmen die Firma Hitachi Zōsen K.K. an. In den folgenden Jahrzehnten diversifizierte sich das Unternehmen zunehmend und entfernte sich vom Schiffbau als Hauptumsatzquelle. Im Jahr 2002 trennte sich Hitachi Zōsen endgültig vom Schiffbau und spaltete den Geschäftsbereich als Universal Shipbuilding Corporation (heute: Japan Marine United) ab.

## Produkte
Das Unternehmen ist im Maschinen- und Anlagenbau für unterschiedliche Branchen aktiv. Zu den Produkten von Hitachi Zōsen zählen unter anderem Verpackungs- und Sterilisationsanlagen für die Lebensmittel- und Pharmaindustrie, Anlagen für die Wasser- und Abwasserbehandlung sowie Meerwasser-Entsalzungsanlagen, Recycling- und Müllverbrennungsanlagen, Windkraftanlagen, Druckbehälter für die Prozessindustrie, Transportbehälter für atomare Abfälle, Tunnelbohrmaschinen und verschiedene Stahlbauten wie Brücken und Fluttore. Weiterhin vertreibt das Unternehmen Gussteile, Produkte für die Fabrikautomatisierung, Lithium-Ionen-Batterien und elektronische Bauteile.